# Підопригора Світлана Володимирівна
Підопригора Світлана Володимирівна  (нар. 20 січня 1978, смт. Баштанка Миколаївської області) — доктор філологічних наук (2019), доцент (2013).

## Біографічні відомості
Світлана Володимирівна народилася 20 січня 1978 р. у смт. Баштанка. Інтерес до філології був помітний ще з дитинства. Його вдалося підтримати та розвинути вчителям-словесникам Баштанської середньої школи № 1. Привчали до вдумливого читання Світлану мати — Тамара Миколаївна, й бабуся — В'язовська Галина Трохимівна, яка мала поважний стаж педагогічної роботи вчителем української мови і літератури. Тому, після закінчення із золотою медаллю школи (1995 р.), С. В. Підопригора обрала шлях філолога, вступивши на філологічний факультет Миколаївського державного педагогічного інституту.
2000 р., отримавши диплом із відзнакою за спеціальністю українська мова і література та мова і література (англійська), вирішила продовжити навчання в магістратурі Миколаївського державного університету. Після закінчення магістратури працювала провідним спеціалістом наукового відділу МДУ. У 2003—2006 рр. навчалася в аспірантурі МДУ за спеціальністю 10.01.01 — українська література. У 2008 р. успішно захистила дисертацію на тему «Романний триптих „Вогненні стовпи“ у жанровій системі історичної прози Романа Іваничука» (наук. керівник — д.філол.н., проф. А. Б. Гуляк) на здобуття наукового ступеня кандидата філологічних наук у спеціалізованій вченій раді Д.26.001.15 Київського національного університету імені Тараса Шевченка.
З 2006 р. Світлана Володимирівна працює на кафедрі української літератури та методики навчання Миколаївського національного університету імені В. О. Сухомлинського на посаді викладача, старшого викладача, доцента. Під її керівництвом студенти беруть участь у різноманітних конкурсах. Так, 2013 р. призерами Міжнародного мовно-літературного конкурсу учнівської та студентської молоді імені Тараса Шевченка стали О. Цебрик, П. Песоцька (дипломи ІІІ ступеня), 2014 р. — О. Цебрик (ІІ місце), Д. Берегова (ІІІ місце) та О. Стріх (ІІ місце).
З 2015 по 2018 рр. навчається в докторантурі Київського національного університету імені Тараса Шевченка.
2019 р. захистила дисертацію на здобуття наукового ступеня доктора філологічних наук на тему «Українська експериментальна проза: „неможлива“ література» (наукові консультанти — д. філол. н., проф. А. Б. Гуляк, д. філол. н., доц. О. В. Романенко).

## Творчість
Вона є автором понад 70 наукових публікацій у провідних вітчизняних та зарубіжних виданнях, монографії «Правда, схована за „художнім камуфляжем“: „Вогненні стовпи“ Романа Іваничука» (2012). За її редакцією побачила світ колективна монографія «Сучасна українська белетристика: координати „Коронації слова“» (2014), що була з успіхом презентована на Форумі видавців (2014, м. Львів).
За результатами роботи над докторською дисертацією опублікована монографія «Українська експериментальна проза: „неможлива“ література» (2018)
Також Світлана Володимирівна є членом редакційної колегії фахового збірника наукових праць «Науковий вісник Миколаївського національного університету імені В. О. Сухомлинського. Серія: філологічні науки (літературознавство)».